# Slussen

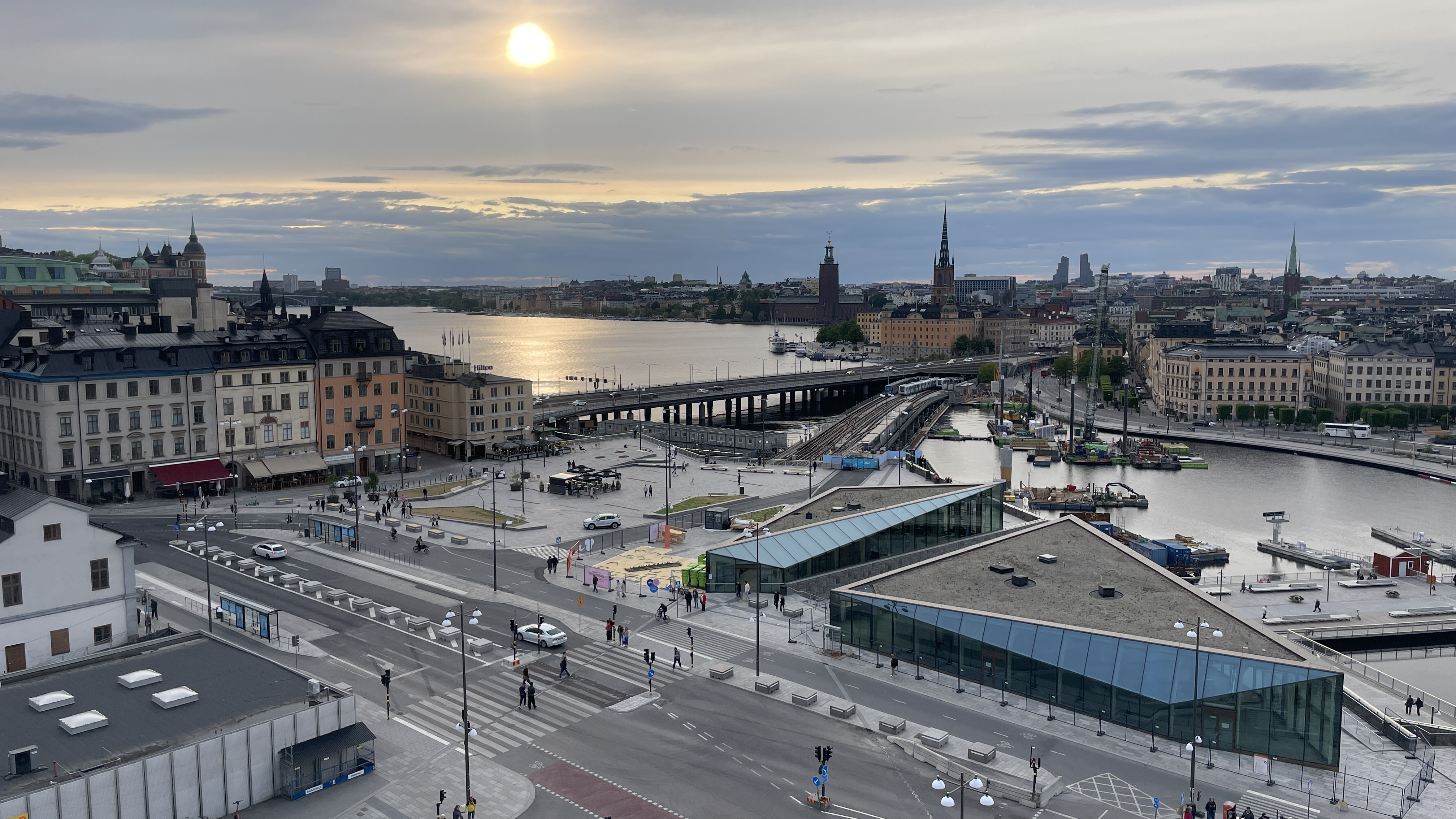
Das Slussengelände im Juni 2025, vom Katarinahissen aus fotografiert

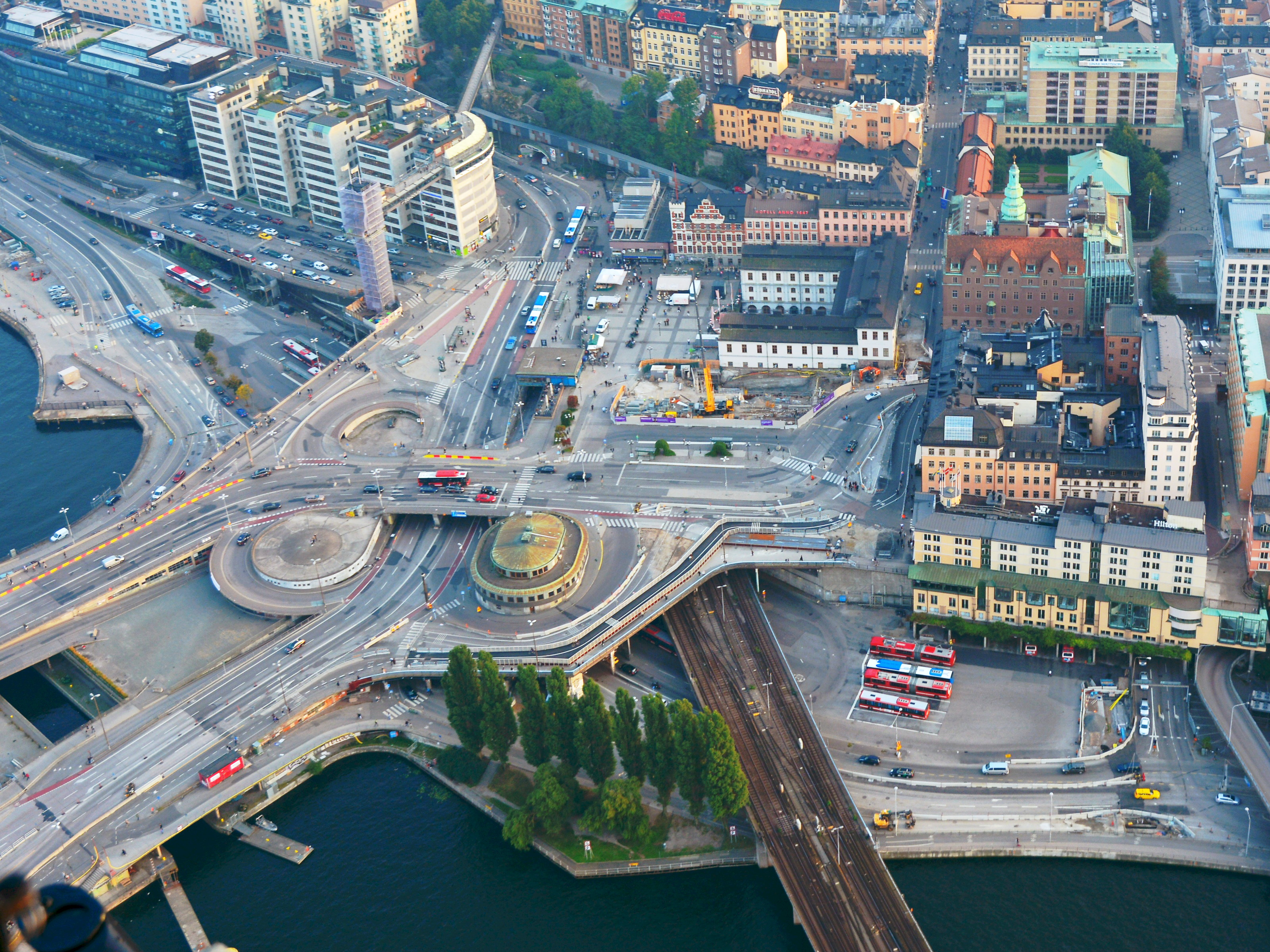
Der Verkehrsknotenpunkt Slussen 2014

Slussen (schwedisch; „die Schleuse“) ursprünglich Karl Johansslussen, ist eine Schleuse in Stockholm, die den See Mälaren mit der Ostsee verbindet. Sie liegt zwischen der Stockholmer Altstadt und dem Stadtbezirk Södermalm. Gleichzeitig ist es die Bezeichnung für den angrenzenden Verkehrsknotenpunkt mit der U-Bahn-Station Slussen, Busterminal, Startpunkt der Saltsjöbanan und Straßenkreuzungen.
In der Nähe von Slussen liegen das Stadtmuseum und der Personenaufzug Katarinahissen.

## Funktion
Die Schleusenanlage Slussen trennt den Süßwassersee Mälaren von der Ostsee und erfüllt mehrere Aufgaben. Sie reguliert den Wasserstand des Mälaren und schützt die umliegenden Stadtteile vor Überschwemmungen, indem bei Bedarf Wasser in die Ostsee abgeleitet wird. Gleichzeitig verhindert die Schleuse, dass Salzwasser aus der Ostsee in den See eindringt, was von großer Bedeutung für die Trinkwasserversorgung Stockholms ist. Zudem ermöglicht die Anlage Schiffen und Booten, den Höhenunterschied zwischen den beiden Gewässern zu überwinden und zwischen See und Meer zu verkehren.

## Geschichte
Die erste Schleuse an dieser Stelle wurde 1642 von einem holländischen Ingenieur konstruiert. 1750 erfolgte ein umfassender Umbau unter der Leitung von Christopher Polhem; diese Anlage blieb bis in die 1920er Jahre in Betrieb. Insgesamt wurden im Laufe der Zeit vier Schleusen gebaut: Drottning Kristinas sluss, Christopher Polhems sluss, Nils Ericsons sluss und Karl Johansslussen. Im Jahr 1935 wurde der neu gestaltete Verkehrsknotenpunkt Slussen eingeweiht, und der Name „Slussen“ wurde von diesem Zeitpunkt an offiziell für das gesamte Gebiet auf den Stadtplänen Stockholms verwendet.

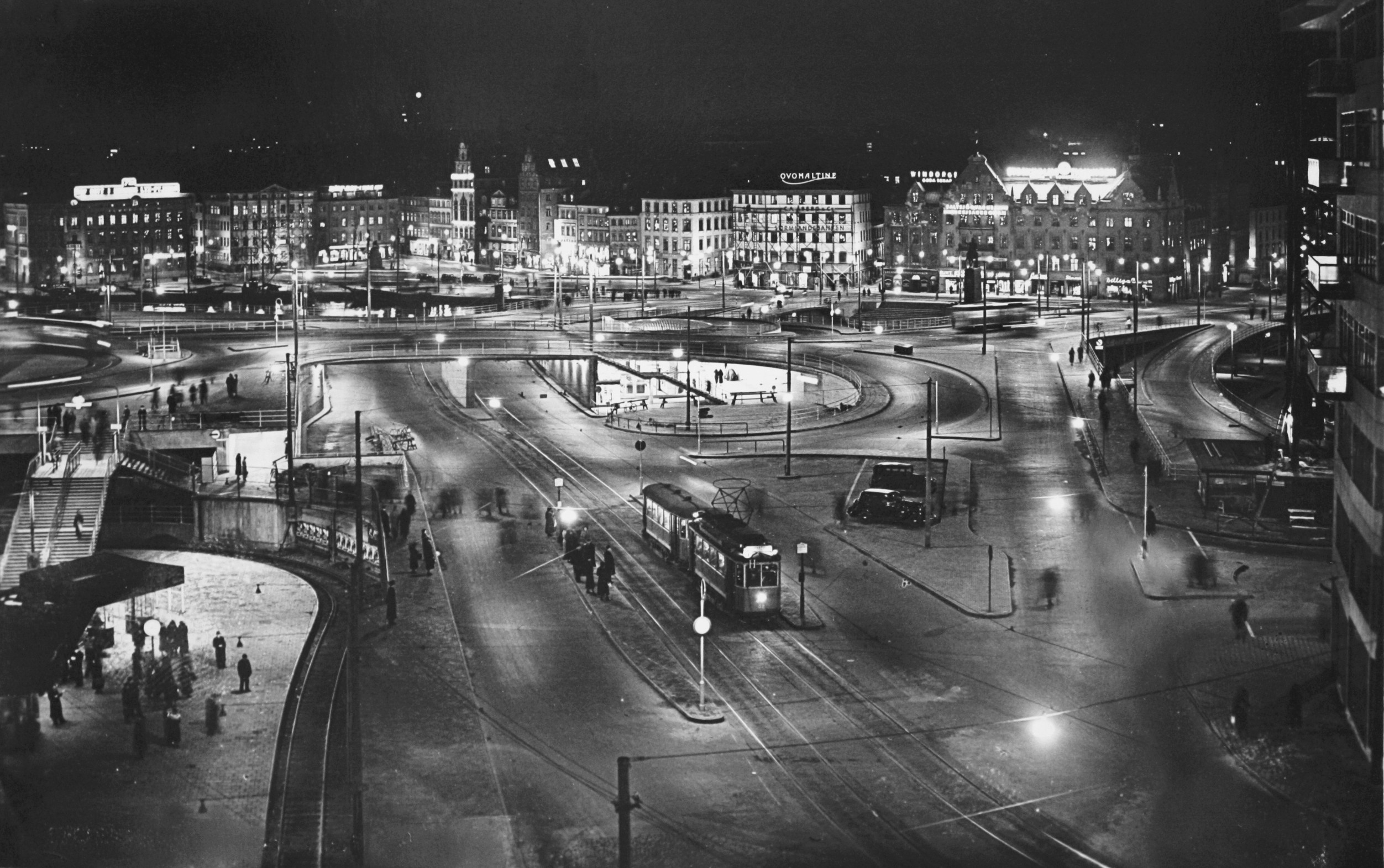
Der Verkehrsknotenpunkt Slussen 1950

Der wachsende Verkehr konnte von diesem unmodernen Verkehrsknotenpunkt nicht mehr verkraftet werden, man sprach nur noch vom slusselände (Schleusenelend). Daher wurde Slussen noch einmal verändert, als 1935 der kleeblattförmige, kreuzungsfreie Verkehrskreisel südlich der Schleuse entstand. Architekt war Tage William-Olsson. Es war eines der ersten innerstädtischen Straßen-Kleeblätter Europas und schon damals für den Rechtsverkehr vorbereitet.

## Neubau Slussen
Über Jahrzehnten wurde am Slussen-Karussell nichts verändert. Heute ist die einst moderne Anlage in einem abgenutzten Zustand, teilweise wegen mangelnder Erhaltungsmaßnahmen und teilweise wegen Schäden an der Pfahlgründung der Fundamente. Da eine Renovierung unwirtschaftlich gewesen wäre, werden die Verkehrsanlagen derzeit neu gebaut.
Seit den 1990er Jahren sind verschiedene Problemlösungen in Architektenwettbewerben vorgestellt worden. Wegen veränderter Voraussetzungen wurde im Jahre 2004 ein neuer Wettbewerb veranstaltet, bei dem aber keiner der Entwürfe ausgewählt wurde. Im März 2007 präsentierte Architekt Ulf Christerson die neueste Version eines früheren Vorschlages unter dem Motto „Utblick Slussen“. Hier wird eine Idee entwickelt, wie Slussen als Verkehrsknotenpunkt zwischen Straße, Schiene und Wasser auch zu einem angenehmen Ort für die Fußgänger werden könnte. Unterdessen gab das Stockholmer Straßenbauamt jährlich zwei bis fünf Millionen Kronen aus, um Slussen zu flicken.
Am 14. Dezember 2007 gaben drei wichtige kommunale Verwaltungen ihre Zustimmung, mit dem Vorschlag „Nya Slussen“ (Neues Slussen) des Architekturbüros Nyrén weiterzuarbeiten. Am 17. April 2009 bekam ein Architektenduo bestehend aus der britischen Firma Foster + Partners und dem schwedischen Büro Berg Arkitektkontor AB den Zuschlag für das Projekt „Nya Slussen“. 
Anfang 2013 wurde als vorbereitende Maßnahme damit begonnen, Kanäle und Leitungen umzulegen.
Im September 2015 gab die Stadt Stockholm dem Um- und Neubau des Verkehrsknotenpunktes Slussen grünes Licht. Im Oktober 2015 begannen die Abrissarbeiten. Auch in 2025 dauern die Umbauarbeiten noch an. Ein neues Gebäude mit einer großzügigen Fußgängertreppe und neue Fuß- und Radwege am Wasserbereich sind schon fertig gestellt.